# Enrique Anderson Imbert

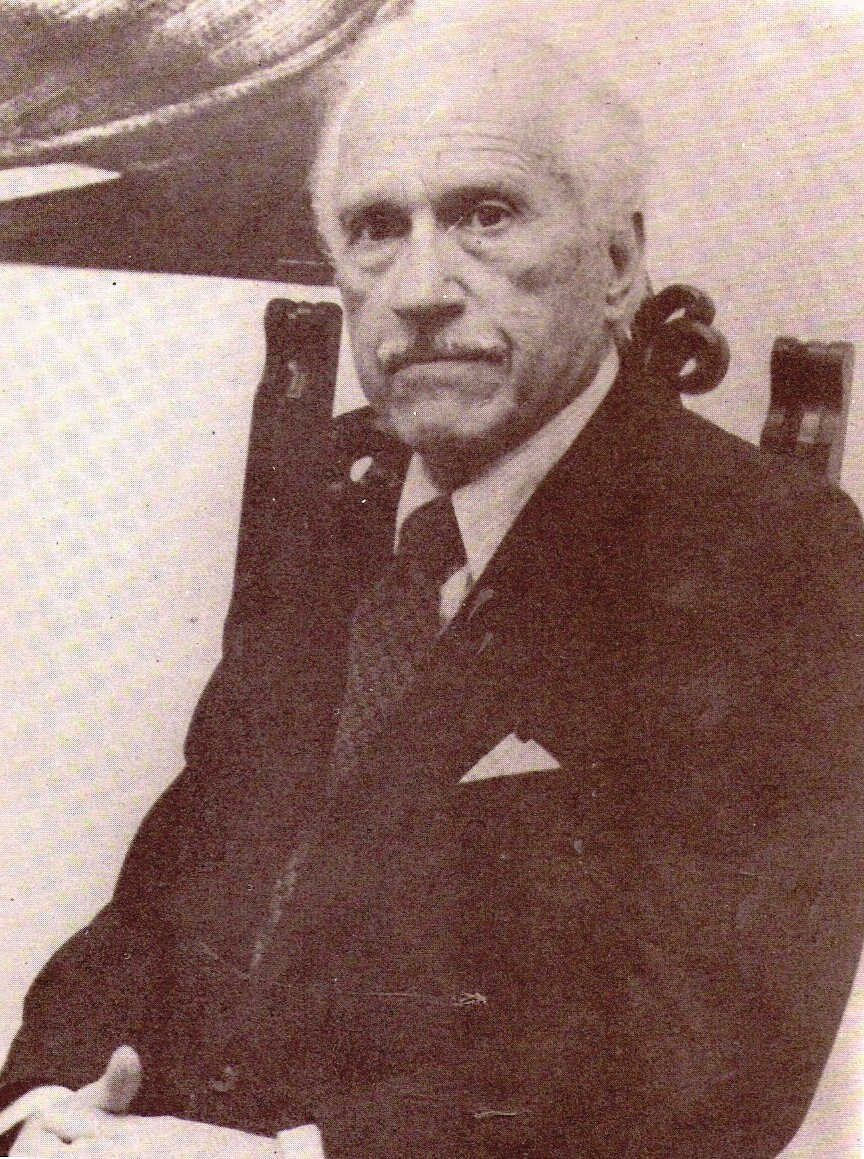
Enrique Anderson Imbert, 1980

Enrique Anderson Imbert (* 12. Februar 1910 in Córdoba (Argentinien); † 6. Dezember 2000 in Buenos Aires) war ein argentinischer Literaturkritiker und Schriftsteller. 

## Leben
Enrique Anderson Imbert studierte u. a. bei Pedro Henríquez Ureña (Philologie) und Alejandro Korn (Philosophie) an der Universidad de Buenos Aires. Er konnte dieses Studium erfolgreich mit einer Promotion abschließen und im Anschluss daran betraute man ihn mit einem Lehrauftrag für Literatur an der Universidad Nacional de Tucumán. 
1946 erhielt Anderson Imbert eine mit einem Forschungsstipendium verbundene Einladung der Columbia University (New York) an. Schon im Folgejahr wechselte er an die University of Michigan (Ann Arbor), an der er fast zwei Jahrzehnte lang Hispanic literature lehrte. 1965 wurde er als Professor für Lateinamerikanische Literatur an die Harvard University (Cambridge) berufen.
Nach seiner Emeritierung kehrte er in seine Heimat zurück. 1979 nahm die Academia Argentina de Letras Andreson Imbert als Mitglied auf. Von 1980 bis 1986 war er deren Vizepräsident.
Zehn Wochen vor seinem 90. Geburtstag starb Anderson Imbert am 6. Dezember 2000 in Buenos Aires und fand dort auch seine letzte Ruhestätte.

## Mitgliedschaft
1967 wurde Anderson Imbert in die American Academy of Arts and Sciences gewählt.

## Werke
Belletristik
- Vigilia (Roman, 1934)
- El mentir de las estrellas (1940)
- Las pruebas del caos (1946)
- Fuga (Roman, 1953)
- El grimorio (1961)
- El gato de Cheshire (1965)
- El estafador se jubila (1969)
- La locura juega al ajedrez (1971)
- La botella de Klein (1975)
- Dos mujeres y un Julián (1982)
- El tamaño de las brujas (1986)
- Evocación de sombras en la ciudad geométrica (Roman, 1989)
- El anillo de Mozart (1990)
- ¡Y pensar que hace diez años! (1994)
- Reloj de arena (1995)
- Amorío (y un retrato de dos genios) (1997)
- La buena forma de un crimen (Roman, 1998)
- Historia de una Rosa y Génesis de una luna (Romane, 1999)
- Consenso de dos (2000)
- El libro de los casos

Sachbücher
- La flecha en el aire (1937; zweite erweiterte Auflage, 1972)
- Tres novelas de Payró con pícaros en tres miras (1942)
- Ibsen y su tiempo (1946)
- Ensayos (1946)
- El arte de la prosa en Juan Montalvo (1948; zweite erweiterte Auflage, 1974)
- Estudios sobre escritores de América (1954)
- Historia de la literatura hispanoamericana, (Mexico 1954; überarbeitete und erweiterte Auflagen in zwei Bänden)
- La crítica literaria contemporánea (1957) (Stark veränderte und erweiterte Neuauflagen. Métodos de la crítica literaria, 1969; La crítica literaria, métodos y modalidades, 1979; La crítica literaria: sus métodos y problemas, 1984)
- Los grandes libros de Occidente y otros ensayos (1957)
- Los domingos del profesor (1965, mit einem Vorwort von Alfredo A. Roggiano; zweite erweiterte Auflage, 1972)
- La originalidad de Rubén Darío (1967)
- Genio y figura de Sarmiento (1967; Neuauflage: 1989)
- Una aventura amorosa de Sarmiento (1969)
- Estudios sobre letras hispánicas (1974)
- El realismo mágico y otros ensayos (1976; zweite erweiterte Auflage, 1992)
- Las comedias de Bernard Shaw (1976)
- Los primeros cuentos del mundo (1977)
- Teoría y técnica del cuento (1979. Überarbeitete Neuauflage: 1982. Zweite erweiterte Auflage: 1992)
- La prosa: modalidades y usos (1984; zweite überarbeitete Auflage, 1998)
- Nuevos estudios sobre letras hispanas (1986)
- Mentiras y mentirosos en el mundo de las letras (1992)
- Modernidad y posmodernidad (1997)
- Escritor, texto, lector (2001)